# Cinnamomum longipes
Cinnamomum longipes är en lagerväxtart som först beskrevs av Ivan Murray Johnston, och fick sitt nu gällande namn av André Joseph Guillaume Henri Kostermans. Cinnamomum longipes ingår i släktet Cinnamomum och familjen lagerväxter. Inga underarter finns listade i Catalogue of Life.